# Aytaç Öztuna
Aytaç Öztuna turska je televizijska i kazališna glumica rođena 1950. godine u Istanbulu u Turskoj.

## Filmografija
- 2008. - Vilinska prašina - Cemova majka
- 2006. – 2008. - Tisuću i jedna noć - Seval Ínceoğlu
- 1986 - Miljarder
- 1978. - Cafer'in çilesi